# Cagnano
För andra betydelser, se Cagnano (olika betydelser).
Cagnano är en kommun i departementet Haute-Corse på ön Korsika i Frankrike. Kommunen ligger i kantonen Capobianco som tillhör arrondissementet Bastia. År 2022 hade Cagnano 154 invånare.

## Befolkningsutveckling
Antalet invånare i kommunen Cagnano
Referens:INSEE